# بوابة السياحة الباكستانية
بوابة السياحة الباكستانية (بالإنجليزية: Pakistan Tourism Portal)‏, هي واحدة من أكبر المواقع في السياحة الباكستانية. حيث يمكنك العثور على معلومات حول السياحة في باكستان والعثور عليها. سوف يتيح لك البحث عن فئة السياحة الحكيمة في باكستان، على سبيل المثال يمكنك البحث في جميع السدود الموجودة في باكستان.